# Alexander Graham Bell
Alexander Graham Bell (Edimburgo, Escocia, Reino Unido, 3 de marzo de 1847-Beinn Bhreagh, Isla del Cabo Bretón, Canadá, 2 de agosto de 1922) fue un científico, inventor, logopeda escocés. Contribuyó al desarrollo de las telecomunicaciones. 
Tras una serie de trámites (que se prolongarían después durante años en forma de reclamaciones judiciales), en 1876 patentó el teléfono en Estados Unidos, a pesar de que el aparato ya había sido desarrollado anteriormente por el italiano Antonio Meucci, quien fue reconocido oficialmente en Estados Unidos y de forma póstuma como inventor del teléfono más de ciento veinte años después, el 11 de junio de 2002. Independientemente de ello, la compañía que creó Bell para explotar la patente, la Bell Telephone Company, fue la protagonista de los primeros pasos de la vertiginosa implantación del teléfono como medio de comunicación de masas a escala internacional.
Muchos otros inventos ocuparon gran parte de la vida de Bell, entre ellos, la construcción del hidroala y los estudios de aeronáutica.
Su padre, su abuelo y su hermano estuvieron relacionados con el trabajo en fonación y locución, lo que influyó profundamente en el interés de Bell por las investigaciones sobre la escucha y el habla, así como en sus experimentos con aparatos para el oído.
En 1888, Alexander Graham Bell fue uno de los fundadores de la National Geographic Society y el 7 de enero de 1898, asumió la presidencia de dicha institución.

## Primeros años de vida y juventud

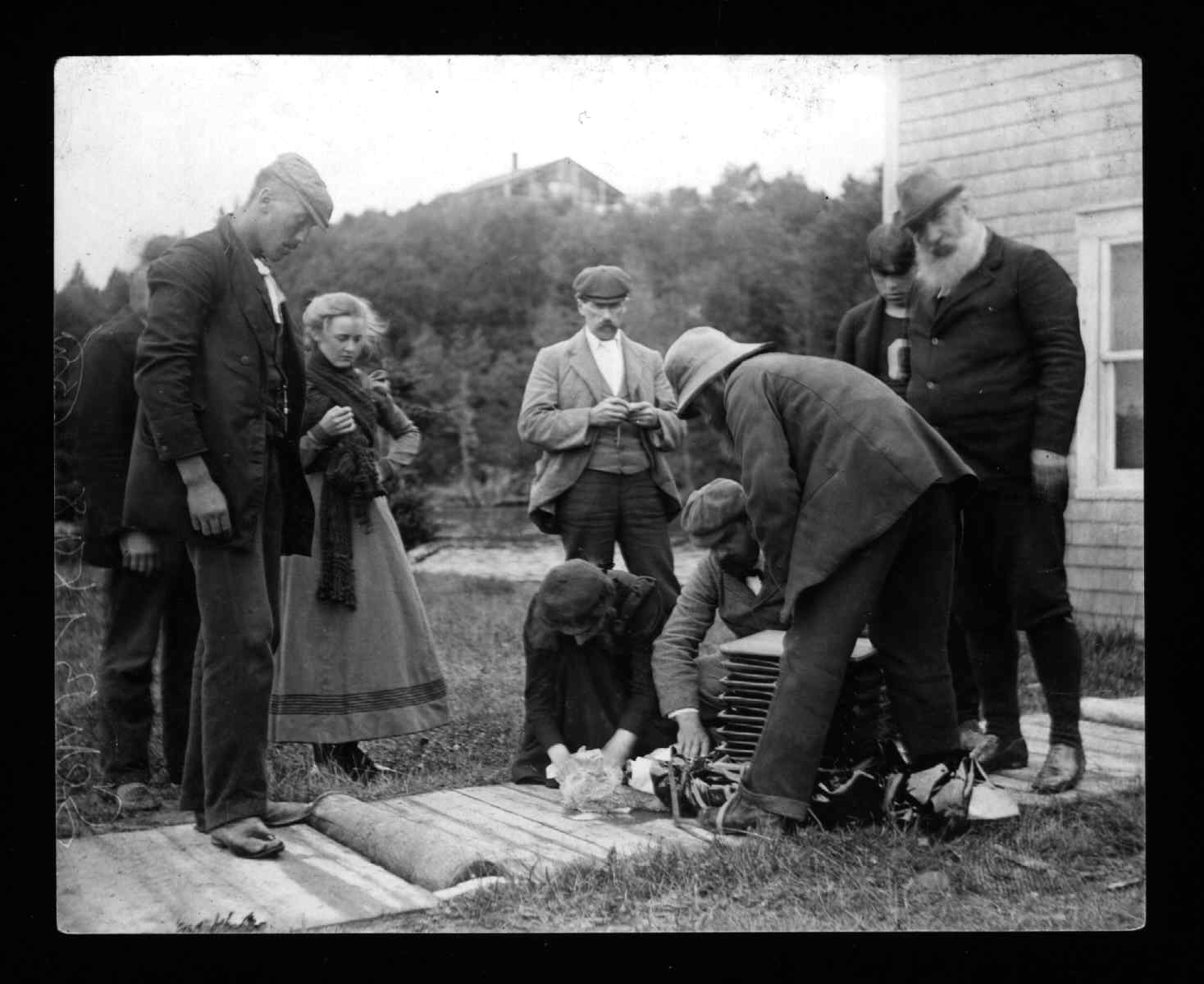
La familia de Alexander Graham Bell tratando de reanimar un cordero ahogado.

Alexander Bell nació en Edimburgo, Reino Unido, el 3 de marzo de 1847. El hogar familiar estaba localizado en 16 South Charlotte Street, Edimburgo, y tiene una placa conmemorativa cerca de la puerta, señalándola como el lugar de su nacimiento. Era hijo del profesor Alexander Melville Bell y de Eliza Grace. Tuvo dos hermanos, Melville James Bell (1845-1870) y Edward Charles Bell (1848-1867), que murieron de tuberculosis. Al nacer le pusieron por nombre Alexander. Más tarde, suplicó a su padre que le pusiera un segundo nombre, como había hecho con sus dos hermanos. Con motivo de su undécimo cumpleaños, su padre le permitió adoptar «Graham» como segundo nombre, debido a la gran admiración que sentía hacia un amigo canadiense de la familia llamado Alexander Graham. En privado, Alexander Graham era conocido como «Aleck», nombre que su padre siguió utilizando cuando Alexander ya era adulto.

### Primer invento
Su mejor amigo era Ben Herdman, un vecino cuya familia operaba un molino harinero. En una ocasión en la que los dos amigos, Ben y Aleck, hicieron una travesura, John Herdman (padre de Ben) les regañó diciendo: «¿Por qué no hacéis algo útil?». Aleck preguntó qué era necesario hacer en el molino y le dijeron que descortezar el trigo, algo que se hacía mediante un tedioso proceso. Entonces, a la edad de 12 años, Bell construyó un dispositivo hecho en casa que combinó las paletas que rotaban con los sistemas de cepillos de clavos, creando una máquina de descortezamiento simple que funcionaba y fue utilizada durante muchos años. En agradecimiento, John Herdman les cedió un pequeño taller para que pudieran «inventar».

### Primeros trabajos con el habla
Bell había heredado de su madre una naturaleza sensible y un talento particular hacia el arte, la poesía y la música. Tocaba el piano sin haber recibido clases y era el pianista de la familia. A pesar de su carácter reservado e introspectivo, poseía talento para la mímica y los «trucos con la voz» relacionados con la ventriloquia, con los cuales entretenía a los invitados. Alexander también se vio sensibilizado por la sordera gradual de su madre (que empezó a perder el sentido del oído cuando Bell tenía tan solo 12 años). Bell y su madre desarrollaron una lengua de señas con el que Bell podía transmitirle discretamente la conversación familiar. Además desarrolló una técnica del discurso en tonos claros, modulados directamente de frente a su madre, donde ella lo oiría con claridad razonable. Fue la preocupación de Bell por la sordera de su madre lo que lo condujo a estudiar acústica.
Su familia estaba asociada con la enseñanza de la locución: su abuelo, Alexander Bell en Londres, su tío en Dublín y su padre en Edimburgo, eran todos locutores. Su padre publicó una variedad de trabajos sobre el tema, muchos de los cuales siguen siendo conocidos, especialmente su trabajo The Standard Elocutionist (1860) y Tratado en el discurso visible, que apareció en Edimburgo en 1868. The Standard Elocutionist se publicó en 168 ediciones británicas y se vendieron más de un cuarto de millón de ejemplares solo en los Estados Unidos. En el libro, se explican sus métodos para enseñar a los mudos a articular palabras y a leer el movimiento de los labios de otras personas para descifrar su significado. El padre de Alexander les enseñó a él y a sus hermanos la lengua de señas (que llamó por entonces discurso visible), además de identificar cualquier símbolo y su sonido. Alexander fue tan eficiente en esta labor que se convirtió en parte de las demostraciones públicas de su padre, presentando sus capacidades descifrando en latín, gaélico e incluso los símbolos del sánscrito, los mensajes que su padre le transmitía mediante el lenguaje de señas.

### Educación

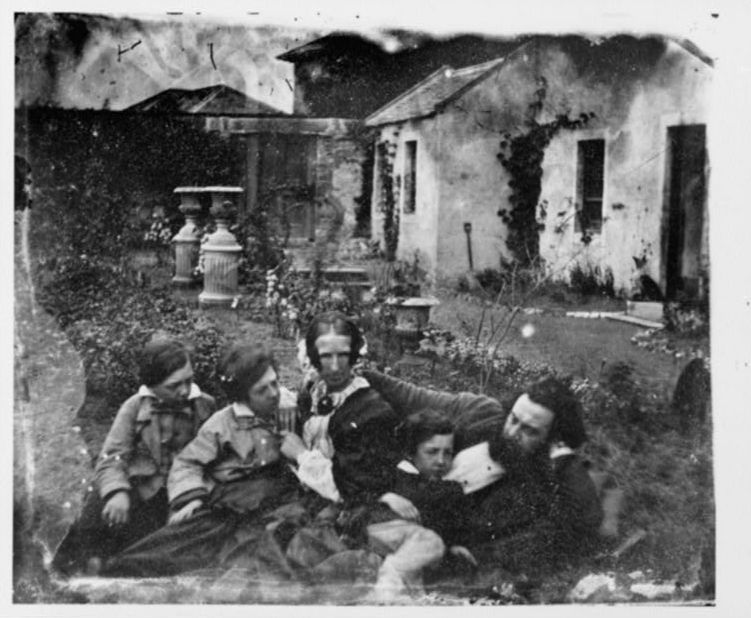
Alexander Melville Bell con su esposa, Eliza Grace Symonds, y sus hijos: (de izquierda a derecha) Melville James, Alexander Graham y Edward Charles.

Al igual que sus hermanos, Bell recibió sus primeros cursos escolares en casa de su padre. Luego fue matriculado en la Royal High School en Edimburgo, Escocia, que dejó a la edad de 15 años. No fue un alumno destacado en la escuela, sino que, por el contrario, faltaba a clases y obtenía calificaciones mediocres. Su interés principal estaba en las ciencias, especialmente la biología, y mostraba indiferencia por el resto de las materias escolares, para consternación de su exigente padre.
Después de dejar la escuela, Bell fue a Londres para vivir con su abuelo, Alexander Bell. Durante el año que pasó con su abuelo, el amor por el aprendizaje creció en él, pasando largas horas de estudio y manteniendo serias discusiones. Su abuelo dedicó grandes esfuerzos a que su joven nieto aprendiera a hablar claramente y con convicción, cualidades que necesitaría para hacerse profesor. A la edad de 16 años, Bell se aseguró un puesto como aprendiz de profesor de locución y música en la Weston House Academy, en Elgin, Moray, Escocia. Aunque era estudiante de latín y griego, enseñaba en un puesto permanente a 10 libras por sesión. El año siguiente asistió a la Universidad de Edimburgo, encontrándose con su hermano mayor Melville que se había matriculado allí el año anterior, y donde Alexander se propuso hacer los exámenes pero se graduó más adelante en la Universidad de Toronto.

### Primeros experimentos con el sonido
Su padre estimuló el interés de sus hijos por el discurso y, en 1863, los llevó a ver un autómata hecho por sir Charles Wheatstone basado en la anterior obra del barón Wolfgang von Kempelen. El rudimentario «hombre mecánico» tenía la particularidad de que simulaba una voz humana. Alexander se quedó fascinado por la máquina y consiguió una copia del libro de von Kempelen publicado en Alemania, que tradujo a duras penas y, con esa información, Alexander y su hermano mayor Melville construyeron su propia cabeza autómata. Su padre, muy interesado en el proyecto, pagó los materiales. Mientras su hermano construía la garganta y la laringe, Alexander hizo la tarea más difícil, recreando un cráneo realista. Sus esfuerzos resultaron en una cabeza notable que podía «hablar» algunas palabras. Los muchachos ajustaron cuidadosamente los «labios» para que pasara una corriente de aire a presión a través de la tráquea y produjese el sonido «mama» muy reconocible. El invento complació a los vecinos.
Intrigado por los resultados del autómata, Bell continuó experimentando con un ser vivo, el Skye terrier de la familia, Trouve. Después de que Bell le enseñara a gruñir continuamente, Aleck alcanzaba su boca y manipulaba los labios y las cuerdas vocales del perro para producir un sonido crudo «Ow ah oo ga ma ma». Los visitantes creyeron que su perro podía articular «How are you grandma?» («¿Cómo estás abuela?») y su experimento convenció a los espectadores de que habían visto «un perro que habla». Sin embargo, estos experimentos iniciales de Bell le llevaron a emprender su primer trabajo serio sobre la transmisión del sonido, usando diapasones para explorar la resonancia. A la edad de 19 años, escribió un informe de su trabajo y lo envió a Alexander Ellis, colega de su padre y Ellis respondió inmediatamente indicando que los experimentos eran similares a trabajos existentes en Alemania.
Consternado al enterarse de que el trabajo había sido realizado ya por Hermann von Helmholtz, que había transportado una vocal sonora por medio de un diapasón similar, Bell se dedicó a estudiar el libro del científico alemán, Sensation of Tone (Sensación del tono). De su traducción de la edición alemana original, Alexander realizó una conjetura a partir de la cual desarrollaría todo su trabajo futuro sobre la transmisión del sonido: «Sin saber mucho sobre el tema, me parece que si una vocal de sonido puede ser producida por medios eléctricos, así mismo podrían también serlo las consonantes, permitiendo articular el habla».

### Tragedia familiar
En 1865, cuando la familia Bell se mudó a Londres, Alexander regresó a la Weston House como un asistente y en sus horas libres, continuó con sus experimentos de sonido usando un equipo básico de laboratorio. Allí se concentró en experimentar con electricidad para transmitir sonido y después instaló un cable de telégrafo desde su cuarto en Somerset College hasta otro de un amigo. Durante el otoño y el invierno, su salud empeoró, experimentando un marcado cansancio. Su hermano menor, Edward (Ted) fue igualmente internado, diagnosticándosele tuberculosis. Mientras Alexander se recuperaba, sirvió al año siguiente como instructor en el Somerset College. Por el contrario la salud de su hermano siguió empeorando, y finalmente fallecería. Tras la muerte de su hermano, Bell regresó a casa en 1867. Su hermano mayor, Melly, se casó y se mudó, con aspiraciones a obtener un título en la Universidad de Londres, Bell dedicó los años siguientes a preparar los exámenes de ingreso, empleando su tiempo libre en la residencia de su familia a estudiar.
Colaborar con su padre en demostraciones de lenguaje de señas y lecturas, llevó a Bell a la escuela privada para sordos de Susanna E. Hull, en South Kensington, Londres. Sus primeras dos alumnas fueron «sordomudas», que tuvieron un notable progreso bajo su tutela. Mientras tanto, su hermano mayor parece alcanzar el éxito sobre muchos frentes, incluyendo la fundación de su propia escuela para locución, centrándose en la patente de un invento, y empezando una familia. En mayo de 1870, Melville muere por una complicación de tuberculosis, causando una crisis familiar. Su padre también había sufrido una enfermedad debilitante anteriormente y había sanado tras una convalecencia en Terranova y Labrador. Los padres de Bell adelantaron una mudanza largamente planeada cuando se dieron cuenta de que su hijo restante también estaba enfermo. Haciendo un juicio rápido, Alexander Melville Bell consultó a Bell para poder vender toda la propiedad familiar, concluyendo todos los asuntos de su hermano (Bell tomó a un último alumno, curando un ceceo pronunciado) y se unió con su madre y padre en la idea de partir para el Nuevo Mundo. Por ello, Bell, tuvo que concluir su relación con Marie Eccleston, quien admitió que no estaba preparada para dejar Inglaterra con él.

## Canadá

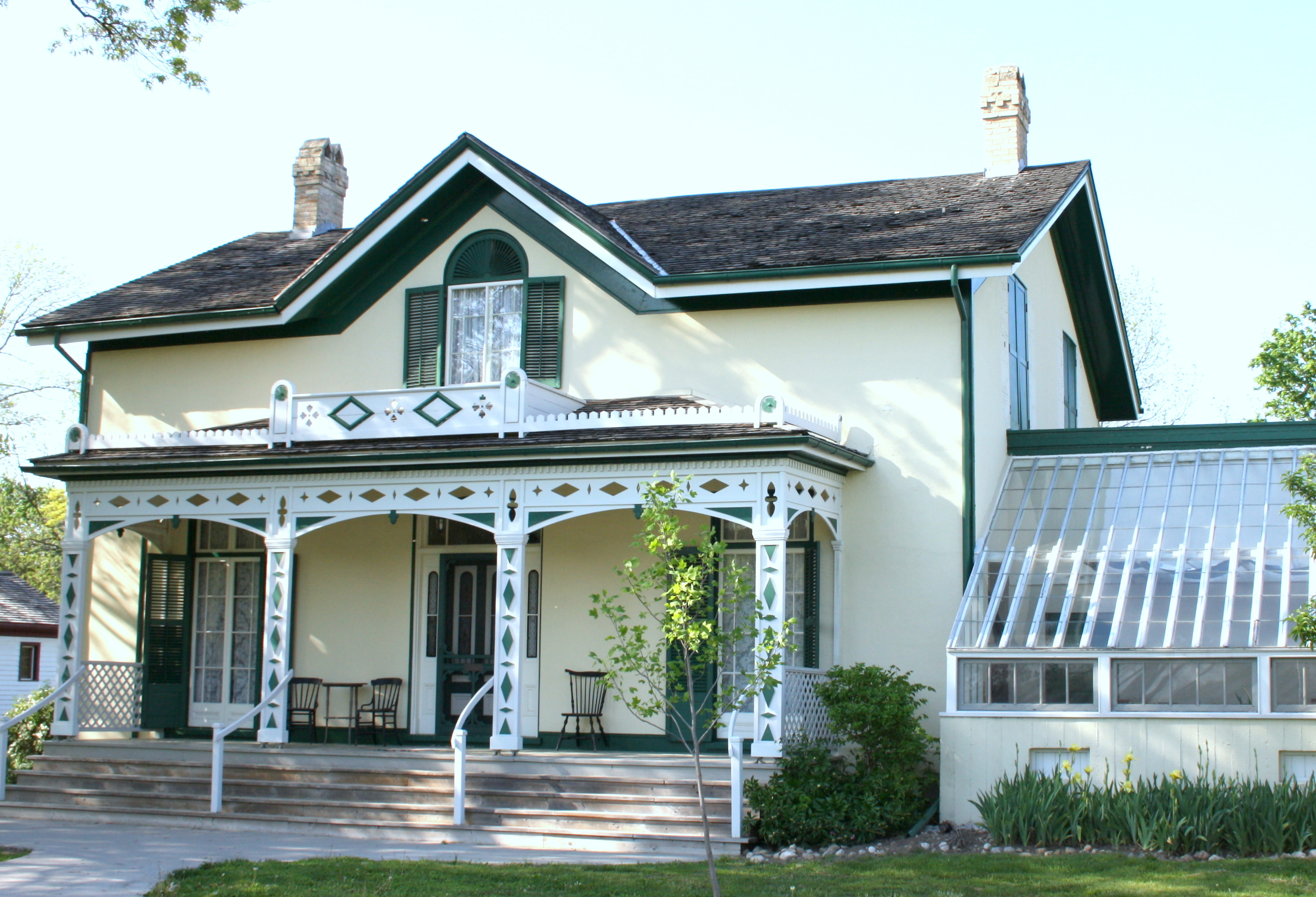
Bell Homestead National Historic Site. La familia Bell se mudó a esta propiedad en 1870. Fue allí donde, el 26 de julio de 1874, al joven Alexander Graham Bell decidió comenzar la búsqueda de un «telégrafo parlante».

En 1870, Bell, sus padres y la viuda de su hermano, Caroline (Margaret Ottaway), embarcaron en el SS Nestorian hacia Canadá. Después de arribar a Quebec, viajaron en tren hasta Montreal y luego a París, Ontario para reunirse con el reverendo Thomas Henderson, un amigo de la familia. Después de una corta estadía en casa del reverendo, compraron una granja de diez acres y medio en Tutelo Heights (ahora llamado Tutela Heights), cerca de Brantford, Ontario. La propiedad consistía en una huerta, una gran casa, un establo, un gallinero y un estacionamiento para un carruaje, todo esto bordeando el Gran River.
Bell instaló su taller en el garaje, junto al «lugar de sus sueños», un gran espacio rodeado de árboles en la parte posterior de la propiedad colindando con el río. A pesar de su frágil condición, Bell encontró de su gusto el clima de Canadá, y se adaptó rápidamente. Su interés en el estudio de la voz humana continuó al descubrir la Six Nations Reserve al otro lado del río en Onondaga. Allí aprendió el idioma mohawk y lo tradujo al lenguaje de señas. Por esa labor, le fue concedida la distinción de jefe honorario e incluso participó en una ceremonia, donde llevó un vestido mohawk y bailó sus danzas tradicionales.
Después de instalar su taller, Bell continuó sus experimentos con la electricidad y el sonido. Diseñó un piano que podía transmitir su música a distancia por medio de la electricidad. Una vez instalados, Bell y su padre hicieron planes para establecer una práctica de enseñanza. En 1871 acompañó a su padre a Montreal, donde a Melville le propuso un puesto para enseñar su sistema para el discurso visible o lenguaje de señas.

## Trabajo con los sordos

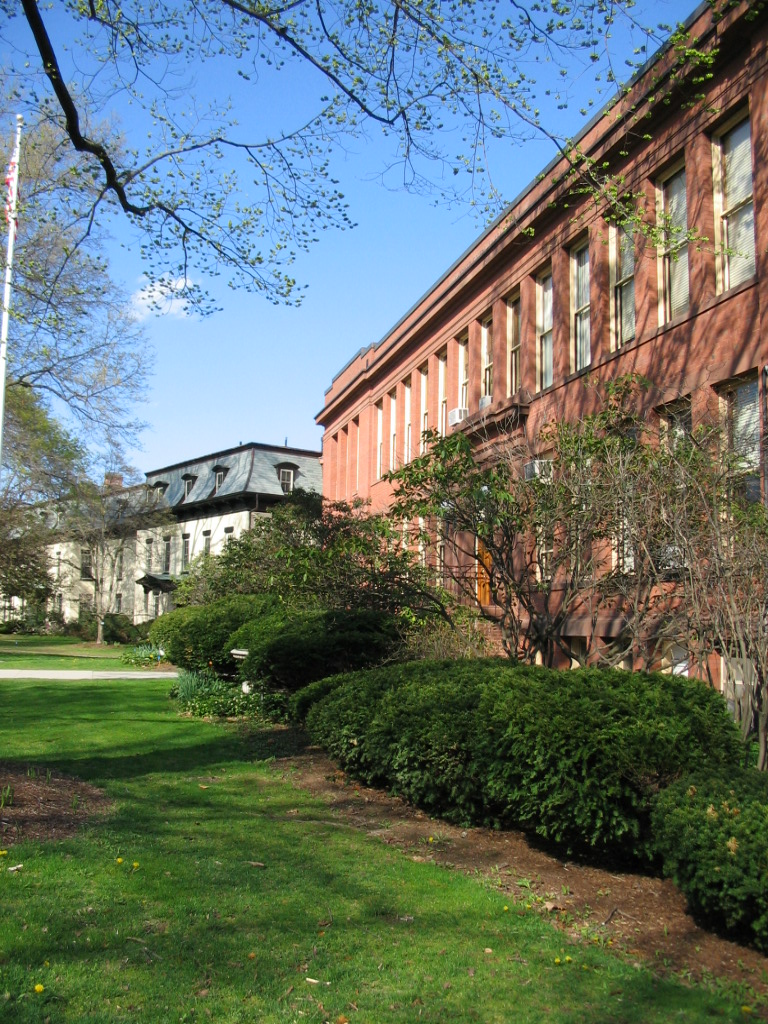
La Escuela Clarke para sordos ubicada en Northampton.

Posteriormente, su padre fue invitado por Sarah Fuller, rectora de la Boston School for Deaf Mutes (escuela para sordomudos que continúa hoy como The Horace Mann School for the Deaf and Hard of Hearing), en Boston, Massachusetts, Estados Unidos, para entrenar a sus instructores en el «Sistema de Discurso Visible» o lenguaje de señas, pero rechazó la oferta cediéndole su lugar a su hijo. Bell viajó a Boston en abril de 1871 y concluyó un exitoso plan de formación. Posteriormente le solicitaron repetir el programa en la Escuela Americana para Sordomudos en Hartford y en la Escuela Clarke para Sordos en Northampton.
Volviendo a casa en Brantford, después de seis meses en el extranjero, Bell continuó sus experimentos con su «telégrafo armónico». El concepto básico detrás del dispositivo era que los mensajes se podían enviar a través de un mismo alambre mientras cada mensaje fuera transmitido en un distinto pulso. Inseguro de su futuro, contempló el volver a Londres para terminar sus estudios, pero decidió regresar a Boston como profesor.
Su padre le ayudó en sus inicios contactando con Gardiner Greene Hubbard, el presidente de la Escuela Clarke para Sordos, de quien obtuvo una recomendación. Enseñando el sistema de su padre en octubre de 1872, Alexander abrió una escuela en Boston llamada Fisiología Vocal y Mecánicas del Habla (Vocal Physiology and Mechanics of Speech por su nombre en inglés), que atrajo a un gran número de pupilos sordos (a su primera clase asistieron 30 estudiantes). Trabajando como tutor privado, una de sus estudiantes más famosas fue Helen Keller, que cursó clases con Bell desde temprana edad, sin la capacidad de ver, hablar u oír. Keller manifestaría tiempo después que Bell había dedicado su vida a la penetración del «inhumano silencio que separa y estrangula».

## Teléfono
La historia de la invención del teléfono está marcada desde sus orígenes por una sucesión de litigios, acusaciones y sospechas sobre el proceder de Alexander Graham Bell respecto a la licitud de su patente. Ya en su época, debió hacer frente a más de 600 demandas de sus competidores, entre las que se pueden destacar las del inventor Elisha Gray (defendiendo la prioridad de su patente después de que caducase) y la de Antonio Meucci (un inventor de origen italiano, cuyas patentes habían desaparecido del registro). Bell siempre fue capaz de hacer valer sus derechos ante los tribunales, por lo que durante más de cien años se le ha considerado como el inventor del teléfono. Sin embargo, una resolución de la Cámara de Representantes de los Estados Unidos del año 2002, declaró a Antonio Meucci como el legítimo inventor del teléfono.
De lo que no cabe duda es de que fue Bell (tras perfeccionar el teléfono comprando la patente del micrófono de carbón de Edison), quien lo convirtió en un medio de comunicación de masas mediante la fundación de la empresa Bell Telephone Company, independientemente de que fuera suya la idea original o no.

### Trabajos iniciales
En 1874, el trabajo inicial de Bell en el «telégrafo armónico» había entrado en una etapa de consolidación, con progresos realizados tanto en su nuevo laboratorio de Boston (un centro alquilado) como en su casa familiar en Canadá. Mientras trabajaba ese verano en Brantford, Bell experimentó con un «fonoautógrafo», una máquina similar a una pluma que podía dibujar formas de ondas sonoras sobre un vidrio ahumado trazando sus vibraciones. Bell pensó que podría ser posible generar corrientes eléctricas ondulantes que se correspondieran a las ondas de sonido. También pensó que utilizando varias lengüetas de metal sintonizadas a diferentes frecuencias (como en un arpa de boca) podría convertir las corrientes ondulantes en sonido. Pero no tenía un modelo de trabajo para demostrar la factibilidad de estas ideas.
En 1874, el tráfico de mensajes telegráficos se estaba expandiendo rápidamente y en las palabras del Presidente de la Western Union William Orton, se había convertido en «el sistema nervioso del comercio» Orton había contratado a los inventores Thomas Alva Edison y Elisha Gray para encontrar una manera de enviar múltiples mensajes telegráficos en cada línea telegráfica para evitar el gran costo de la construcción de nuevas líneas.
Cuando Bell mencionó a Gardiner Hubbard y a Thomas Sanders que estaba trabajando en un método para enviar múltiples tonos en un cable telegráfico usando un dispositivo de múltiples lengüetas, los dos ricos promotores comenzaron a apoyar financieramente los experimentos de Bell. Los asuntos de la patente serían manejados por el abogado de Hubbard, Anthony Pollok.
En marzo de 1875, Bell y Pollok visitaron al famoso científico Joseph Henry, que era entonces director del Instituto Smithsoniano, y le pidieron su opinión sobre el aparato eléctrico de múltiples lengüetas con el que Bell esperaba transmitir la voz humana por telégrafo. Henry respondió que Bell tenía «el germen de una gran invención». Cuando Bell dijo que no tenía los conocimientos necesarios, Henry respondió: «¡Consíguelos!» Esa declaración alentó en gran medida a Bell a seguir intentándolo, a pesar de que no tenía el equipo necesario para continuar sus experimentos, ni la capacidad de crear un modelo de trabajo de sus ideas. Sin embargo, una reunión casual en 1874 entre Bell y Thomas A. Watson, un diseñador eléctrico experimentado y mecánico en la tienda de máquinas eléctricas de Charles Williams, cambió la situación por completo.
Con el apoyo financiero de Sanders y Hubbard, Bell contrató a Thomas Watson como su asistente, y los dos hombres continuaron experimentando con la telegrafía armónica. El 2 de junio de 1875, Watson arrancó accidentalmente una de las lengüetas y Bell, en el extremo receptor del alambre, oyó los matices de la lengüeta; los armónicos que serían necesarios para transmitir el habla, mostrándole que solo se necesitaba una lengüeta o armadura, y no varias. Esto llevó a reconsiderar el teléfono autoexcitado, que podría transmitir indistintamente tanto la voz como los sonidos, pero que todavía no podía transmitir palabras con la claridad necesaria.

### La carrera hacia la oficina de patentes
En 1875, Bell desarrolló un telégrafo armónico, del que solicitó la patente. Desde que había acordado compartir los beneficios obtenidos en los Estados Unidos con sus inversores Gardiner Hubbard y Thomas Sanders, Bell solicitó que un asociado en Ontario, el político canadiense George Brown, intentara patentarlo en Gran Bretaña, instruyendo a sus abogados para solicitar una patente en los Estados Unidos solo después de recibir la confirmación de la patente en Gran Bretaña (Gran Bretaña por entonces solo emitía patentes para descubrimientos no patentados previamente en otros lugares).

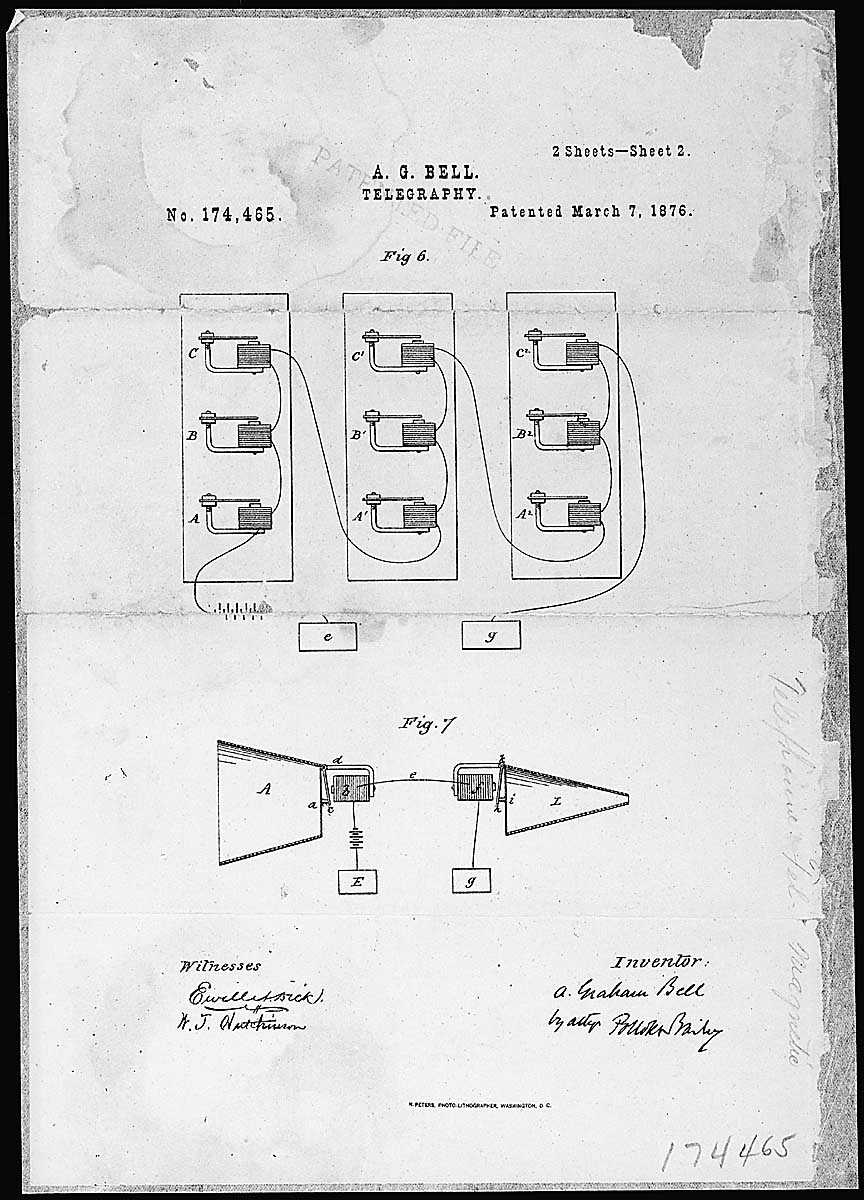
Dibujo de la patente del teléfono de Alexander Graham Bell, 7 de marzo de 1876

Mientras tanto, Elisha Gray también estaba experimentando con telegrafía acústica y pensaba en una forma de transmitir el habla usando un transmisor de agua. El 14 de febrero de 1876, Gray presentó una patente simplificada (sin un examen de los aspectos sometibles a patente, y con una duración de un año) ante la Oficina de Patentes de EE. UU. sobre un diseño de teléfono que utilizaba un transmisor de agua. Esa misma mañana, el abogado de Bell presentó la solicitud de Bell a la oficina de patentes. Existe un debate considerable acerca de quién llegó primero, y Gray posteriormente desafió la primacía de la patente de Bell. Bell estaba en Boston el 14 de febrero y no llegó a Washington hasta el 26 de febrero.
La patente 174 465, fue emitida a favor de Bell el 7 de marzo de 1876 por la Oficina de Patentes y Marcas de Estados Unidos. Abarcaba «el método y el aparato para transmitir los sonidos vocales u otros sonidos telegráficamente ... causando ondulaciones eléctricas similares en forma a las vibraciones del aire que acompaña a dicho sonido vocal u otro sonido». Bell volvió a Boston el mismo día, y al día siguiente reanudó el trabajo, dibujando en su cuaderno un diagrama similar al patentado por Gray.
El 10 de marzo de 1876, tres días después de que se emitiera su patente, Bell logró que su teléfono funcionara, usando un transmisor líquido similar al diseño de Gray. La vibración del diafragma hizo que una aguja vibrara en el agua, variando la resistencia eléctrica en el circuito. Cuando Bell pronunció la famosa frase «Sr. Watson, ven aquí, quiero verte» en el transmisor líquido, Watson, a la escucha en el extremo receptor en una habitación contigua, recibió las palabras claramente.
Aunque Bell fue, y todavía es, acusado de robar el teléfono de Gray, utilizó el diseño del transmisor de agua de Gray solo después de que se le concediera su propia patente, y solo como un experimento científico conceptual, para saciar su curiosidad confirmando que su «discurso» (las palabras de Bell) podía ser transmitido eléctricamente. Después de marzo de 1876, Bell se centró en mejorar el teléfono electromagnético y nunca utilizó el transmisor líquido de Gray en demostraciones públicas o para su uso comercial.
La cuestión de la prioridad del uso de la resistencia eléctrica variable en el teléfono fue planteada por el examinador antes de que se aprobara la solicitud de patente de Bell. Le dijo a Bell que su reclamación sobre la característica de la resistencia variable también estaba descrita en la solicitud de Gray. Bell señaló un dispositivo de resistencia variable en una de sus patentes anteriores, en la que se describía un recipiente lleno de mercurio, no de agua. Había presentado la solicitud del dispositivo con mercurio en la oficina de patentes un año antes, el 25 de febrero de 1875, mucho antes de que Elisha Gray describiera el dispositivo con agua. Además, Gray no renovó su solicitud de patente, y debido a que no impugnó la prioridad de Bell, el examinador aprobó la patente de Bell el 3 de marzo de 1876. Gray había reinventado el teléfono de resistencia variable, pero Bell fue el primero en documentar la idea y el primero en probarla con éxito en un teléfono.
El examinador de patentes, Zenas Fisk Wilber, declaró más tarde en un acta notarial que era un alcohólico que estaba muy endeudado con el abogado de Bell, Marcellus Bailey, con quien había servido en la Guerra Civil. Afirmó que había enseñado la patente de Gray a Bailey. Wilber también afirmó (después de que Bell llegó a Washington D. C. desde Boston) que mostró la patente de Gray a Bell, y que Bell le pagó 100 dólares. Bell afirmó que discutieron la patente solo en términos generales, aunque en una carta a Gray, Bell admitió que aprendió algunos detalles técnicos. Bell consignó en un acta notarial que nunca había dado dinero a Wilber.

### Siguientes progresos
Continuando sus experimentos en Brantford, Bell llevó a su casa un modelo de trabajo de su teléfono. El 3 de agosto de 1876, desde la oficina de telégrafos en Mount Pleasant, a 8 km de distancia de Brantford, Bell envió un telegrama tentativo indicando que estaba listo. Con una oficina llena de curiosos espectadores como testigos, se pudieron oír unas débiles voces a través del dispositivo. La noche siguiente sorprendió a los invitados y a su familia cuando recibió un mensaje en su casa de Brantford, desde una distancia de seis kilómetros a través de un improvisado cable amarrado a líneas telegráficas y cercas, y colocado a través de un túnel. Esta vez, las personas que estaban en la oficina pudieron escuchar claramente a la gente leyendo y cantando desde Brantford. Estos experimentos demostraron concluyentemente que el teléfono podría funcionar a largas distancias.
Bell y sus socios, Hubbard y Sanders, ofrecieron vender la patente directamente a la Western Union por 100 000 dólares. El presidente de la Western Union rechazó la oferta, argumentando que el teléfono no era más que un juguete. Dos años más tarde, le comentó a sus colegas que si pudiera conseguir la patente por 25 millones, lo consideraría una ganga. Para entonces, la compañía de Bell ya no quería vender la patente. Los inversores de Bell se convertirían en millonarios, mientras que Bell se manejó bien con su parte del negocio y en un momento dado acumuló activos por un valor de casi un millón de dólares.

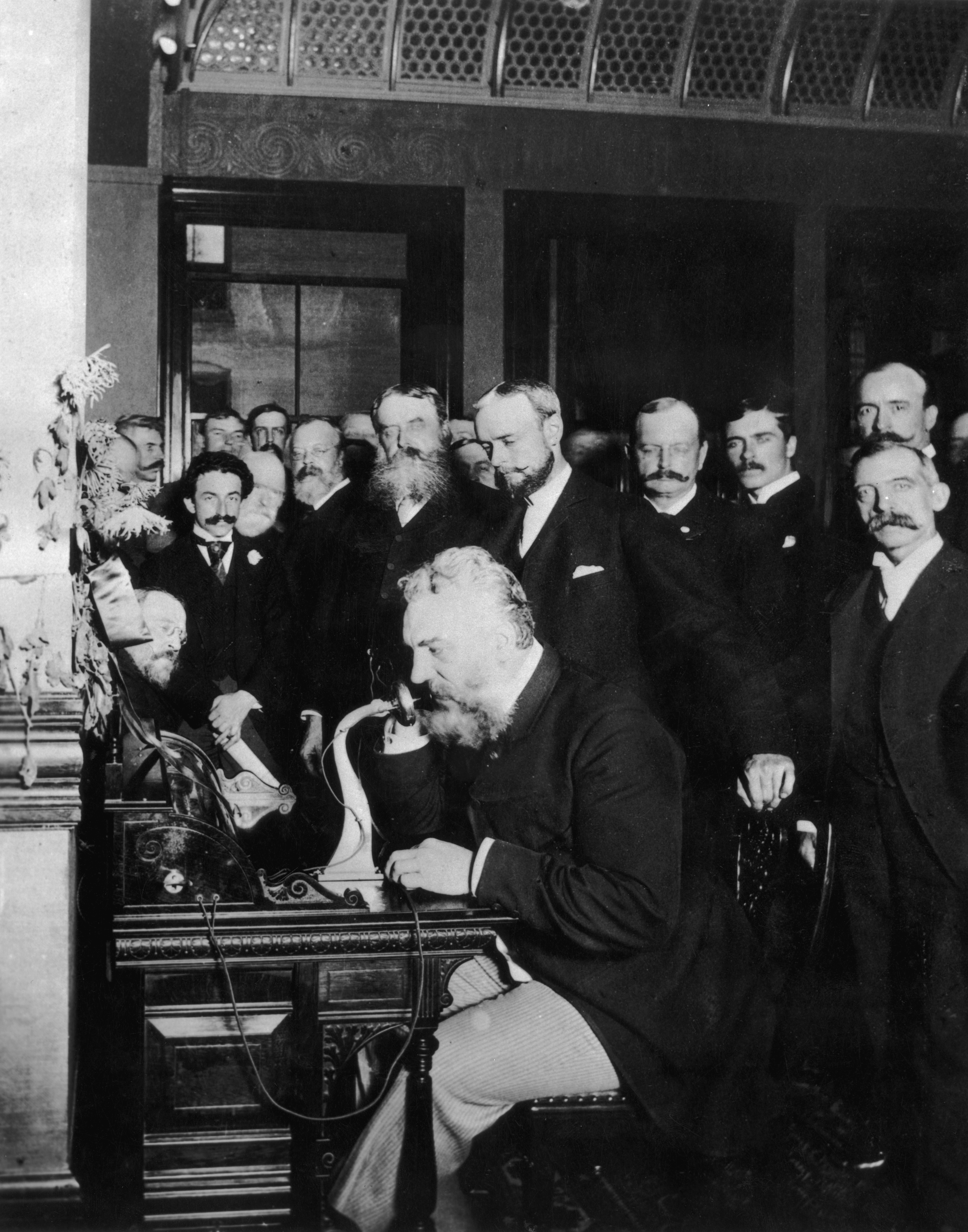
Bell en la apertura de la línea de larga distancia desde Nueva York a Chicago en 1892.

Bell comenzó una serie de demostraciones y conferencias públicas para introducir el nuevo medio de comunicación entre la comunidad científica así como entre el público en general. En 1872, le mostró el teléfono al presidente de los Estados Unidos Rutherford B. Hayes, y este le dijo que era un gran invento, pero se preguntó quién querría utilizarlo. Su demostración en la exposición del centenario en Filadelfia de 1876, hizo del teléfono la noticia de titulares alrededor del mundo al día siguiente. Influyentes visitantes como el emperador Pedro II de Brasil pudieron observar el invento. Después, Bell tendría la oportunidad de mostrarle personalmente el teléfono a William Thomson, primer barón Kelvin, el renombrado científico escocés por sus estudios en termodinámica, y hasta a la reina Victoria I del Reino Unido, quien pidió una audiencia privada en el Castillo de Osborne, en su hogar de la isla de Wight. La reina calificó la demostración de extraordinaria. El entusiasmo que rodeaba a las demostraciones en público de Bell ayudó a la aceptación del revolucionario dispositivo.
La Bell Telephone Company fue creada en 1877 y para 1886, más de 150 000 personas en los Estados Unidos poseían teléfonos. Los ingenieros de la compañía de Bell introdujeron numerosas mejoras en el teléfono, que se convirtió en uno de los productos más exitosos. En 1879, la compañía de Bell adquirió las patentes de Edison para el micrófono de carbón de la Western Union. Esto hizo el teléfono práctico para las largas distancias, al contrario del transmisor accionado por voz de Bell que requería que los usuarios gritaran en él para que se oyera en el teléfono de recepción, aún en las distancias cortas. El 25 de enero de 1915 Alexander Graham Bell envió la primera llamada telefónica transcontinental, desde el 15 de Day Street en la ciudad de Nueva York, que fue recibida por Thomas Watson en el 333 de Grant Avenue en San Francisco, California. The New York Times reportó: 

El 9 de octubre de 1876, Alexander Graham Bell y Thomas Watson hablaron por teléfono el uno con el otro mediante un alambre tendido entre Cambridge y Boston. Esa fue la primera conversación mantenida a través de un alambre. En la tarde de ayer (25 de enero de 1915) los mismos hombres hablaron por teléfono mediante un cable de 3400 millas entre Nueva York y San Francisco. El señor Bell se encontraba en Nueva York y su socio el señor Watson estaba en el lado opuesto del continente. Ellos se escucharon más claramente que en la primera conversación, de hace 38 años.

La figura de Bell fue utilizada de forma reiterada por AT&T y las empresas del grupo en su publicidad, como parte de una elaborada política de imagen. Pese a su presencia en las ceremonias, no desempeñó ningún papel activo en el desarrollo técnico del negocio que se creó en torno a su patente.

### Competidores
Durante 18 años, la Bell Telephone Company hizo frente a 600 demandas de inventores que reclamaban haber inventado el teléfono, sin perder un solo caso. Las notas del laboratorio de Bell y las cartas a la familia eran la clave para establecer con precisión las fechas del origen de sus experimentos.
Una de las principales demandas fue interpuesta por el inventor italiano Antonio Meucci, quien reclamó haber creado el primer modelo operativo de un teléfono en Italia en 1834. En 1876, Meucci llevó a Bell ante la justicia para establecer su prioridad. Los modelos de funcionamiento de Meucci habían sido extraviados, según se informaba, por exactamente el mismo laboratorio de la Western Union en donde Bell realizó sus experimentos. Meucci perdió su caso debido a la carencia de la evidencia material de sus invenciones. El trabajo de Meucci, como el de muchos otros inventores del periodo, estaba basado en principios acústicos anteriores.
Paradójicamente, más de cien años después, gracias a los esfuerzos del miembro del Congreso Vito Fossella, la resolución 269 de la Cámara de Representantes de los Estados Unidos del 11 de junio de 2002 resolvió que el trabajo de Meucci en la invención del teléfono debe ser reconocido, aunque esta decisión de carácter moral no tenga consecuencias materiales.
Sin embargo, Bell debió lidiar hasta su muerte con litigios relativos a la patente del teléfono, como cuando se retrasó en el pago del importe para la patente alemana y la firma eléctrica Siemens y Halske (S&H) se convirtió en un fabricante rival de los teléfonos de Bell bajo su propia patente, produciendo copias casi idénticas del teléfono de Bell sin pagar derechos. Una serie de acuerdos en otros países consolidaron finalmente la implantación global del teléfono.
La tensión motivada en Bell por sus constantes apariciones ante los tribunales, necesarias por las numerosas batallas legales, provocaron su dimisión de la compañía. Muchos casos eran repetitivos, y se fueron resolviendo debido a la resignación de sus rivales con el paso del tiempo, como la demanda del inventor Elisha Gray (que también había patentado por su cuenta un dispositivo telefónico y reclamó sus derechos ante los tribunales).
En 2013 investigadores del Smithsonian recuperan la voz de Graham Bell, grabada en discos de cera y cartón de 125 años atrás, por medio de tecnología óptica.

### Reivindicación póstuma de Antonio Meucci como inventor del teléfono
El 11 de junio de 2002, el Boletín Oficial de la Cámara de Representantes de los Estados Unidos publicó la Resolución n.º 269, por la que se honra la vida y el trabajo del inventor italoestadounidense Antonio Meucci (1808-1889). En la misma se reconoce que no fue Alexander Graham Bell quien inventó el teléfono, sino Meucci. Se afirma además que Meucci demostró y publicó su invento en 1860, concluyendo con un reconocimiento a su autoría de dicha invención.

## Vida en familia

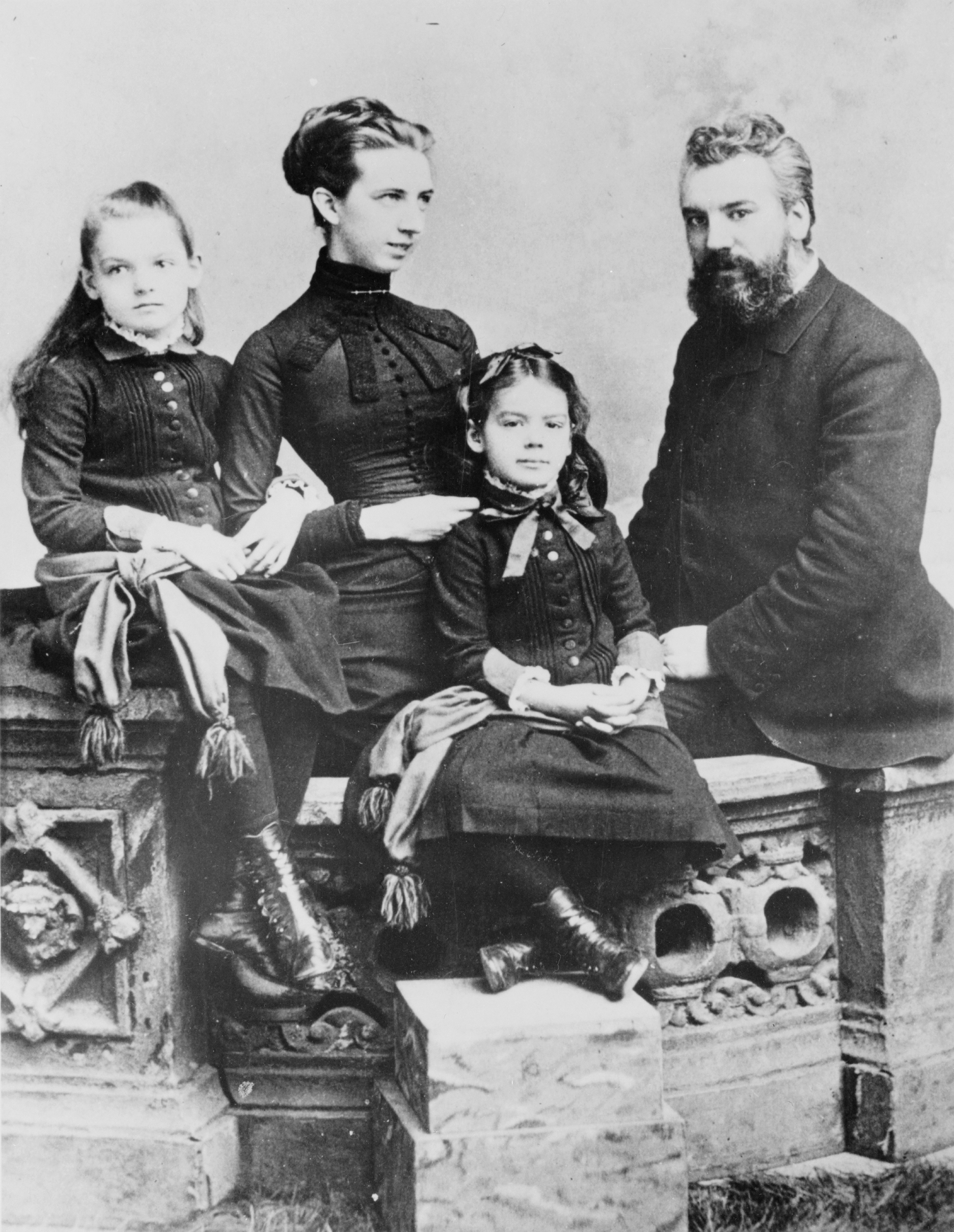
Alexander Graham Bell, su esposa Mabel Gardiner Hubbard y sus hijas Elsie (izquierda) y Marian (ca. 1885).

El 11 de julio de 1877, algunos días después de que se fundara la Bell Telephone Company, Bell se casó con Mabel Hubbard (1857-1923) en la finca de los Hubbard en Cambridge (Massachusetts), y poco después, emprendió una luna de miel de un año por Europa. Durante este viaje, Bell llevó un modelo de su teléfono con él.
Aunque el noviazgo había comenzado años atrás, Bell esperó hasta estar financieramente seguro antes de casarse. A pesar de que el teléfono pareció ser un éxito «inmediato», no era inicialmente una empresa rentable y las principales fuentes de la renta de Bell eran las conferencias hasta después de 1897. Tendrían cuatro niños: Elisa (Elsie) May Bell (1878-1964) que se casaría con Gilbert Grosvenor, editor de la National Geographic Society, Marian Hubbard Bell (conocida como Daisy) (1880-1962) y otros dos hijos que murieron en su infancia.
En 1882, Bell se naturalizó ciudadano estadounidense. La familia de Bell mantuvo su residencia en Washington D. C., donde Bell instaló su laboratorio. En 1915, describió su estado como: «No soy uno de esos «americanos escritos con guion» que afirman lealtad a dos países». A pesar de este declaración, Bell sería reclamado como «hijo nativo» por Canadá, Escocia y los Estados Unidos. Para el verano de 1885, los Bell tuvieron unas vacaciones en la isla del Cabo Bretón, en Nueva Escocia, pasando tiempo en la pequeña aldea de Baddeck. Al regresar en 1886, Bell comenzó a construir un inmueble en medio del campo de Baddeck, con vista al lago Bras d'Or. En 1889 ya había una casa grande, bautizada The Lodge ('la casa de campo' en español) y dos años más tarde comenzó la construcción de un complejo más grande de edificios, que los Bell nombrarían Beinn Bhreagh (gaélico: 'montaña hermosa') en honor a las ancestrales Tierras Altas de Escocia de Alexander. Bell pasaría sus últimos días y algunos de sus años más productivos en la residencia de Washington D. C. y en Beinn Bhreagh.

## Invenciones posteriores
- Wikimedia Commons alberga una galería multimedia sobre las múltiples invenciones de Bell.

Aunque Alexander Graham Bell se asocia más con la invención del teléfono, sus intereses eran muy variados. Según uno de sus biógrafos, Charlotte Gray, el trabajo de Bell osciló «sin restricciones a través del paisaje científico» y a menudo se fue a la cama leyendo con voracidad la Enciclopedia Británica, detonante para nuevas áreas de interés. La amplitud del genio inventivo de Bell está representada solo en parte por las 18 patentes concedidas en su propio nombre en solitario y por las otras 12 que compartía con sus colaboradores. En total se incluyen 14 para el teléfono y el telégrafo, cuatro para el fotófono, una para el fonógrafo, cinco para vehículos aéreos, cuatro para «hidroaeroplanos» y dos para las células de selenio. Los inventos de Bell abarcaron una amplia gama de intereses e incluían un «pulmón de acero» para ayudar en la respiración, un audímetro para detectar problemas de audición leve, un dispositivo para localizar icebergs, investigaciones sobre la manera de separar la sal del agua de mar, y sus trabajos en la búsqueda de combustibles alternativos.
Trabajó extensivamente en investigación médica e inventó técnicas para la enseñanza del habla a los sordos. Durante su periodo en el Laboratorio Volta, Bell y sus asociados consideraron la posibilidad de grabar un campo magnético en un disco como medio de reproducción del sonido. Aunque el trío experimentó brevemente con el concepto, no pudieron desarrollar un prototipo viable. Abandonaron la idea, sin darse cuenta de que habían vislumbrado un principio básico que un día encontraría su aplicación en el magnetófono, las unidades de disco duro, los disquetes y otros medios de almacenamiento magnético.
La propia casa de Bell utilizaba una forma primitiva de aire acondicionado, con ventiladores que impulsaban corrientes de aire a través de grandes bloques de hielo. También anticipó preocupaciones modernas como la escasez de combustible y la contaminación industrial. El gas metano, razonó, podría producirse a partir de los residuos de las granjas y las fábricas. En su estado canadiense de Nueva Escocia, experimentó con el compostaje de residuos y dispositivos para captar agua de la atmósfera. En una entrevista para una revista publicada poco antes de su muerte, reflexionó sobre la posibilidad de utilizar paneles solares fotovoltaicos para calentar casas.

### Fotófono

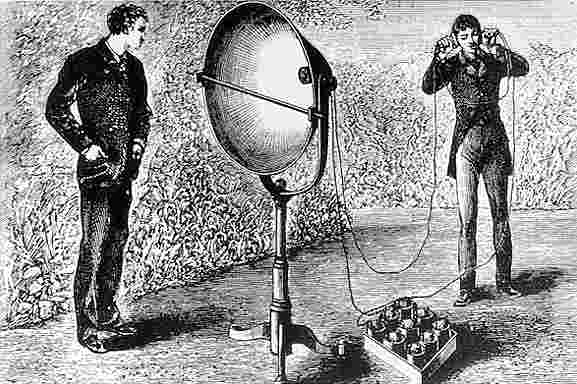
Receptor fotofónico, una de las dos partes del equipo de comunicación sin cables de Bell (hacia 1880)

Bell y su asistente Charles Sumner Tainter inventaron conjuntamente un teléfono inalámbrico, el denominado fotófono, lo que permitió la transmisión de sonidos y conversaciones humanos normales mediante un haz de luz. Los dos hombres más tarde se convirtieron en asociados de pleno derecho en el Laboratorio Volta.
El 21 de junio de 1880, el asistente de Bell transmitió un mensaje de voz con su sistema de teléfono móvil a una distancia considerable, desde la azotea de la Franklin School (en Washington D. C.) hasta la ventana del laboratorio de Bell, a unos 200 m de distancia, 19 años antes de la primera transmisión de voz por radio.
Bell opinaba que el principio del fotófono era el «mayor logro» de su vida, hasta el punto de que poco antes de su muerte manifestó a un periodista que «el fotófono es la invención más grande que jamás he hecho, mayor que el teléfono». El fotófono fue un precursor de los sistemas de comunicaciones por fibra óptica que se hicieron populares en todo el mundo en la década de 1980. La patente principal se publicó en diciembre de 1880, muchas décadas antes de que los principios del fotófono llegaran a ser de uso popular.

### Detector de metales
A Bell también se le atribuye el desarrollo de una de las primeras versiones de un detector de metales en 1881. El dispositivo se desarrolló rápidamente en un intento de encontrar la bala alojada en el cuerpo del presidente de los EE. UU. James Garfield tras sufrir el atentado que finalmente acabaría con su vida unos días más tarde. Según algunas versiones, el detector de metales funcionó a la perfección en las pruebas, pero no encontró la bala del asesino en parte porque el armazón de la cama de metal en la que yacía el presidente perturbó el funcionamiento del aparato. Los cirujanos del presidente, que eran escépticos hacia el dispositivo ignoraron las peticiones de Bell para trasladar al presidente a una cama sin piezas ni muelles de metal. Alternativamente, aunque Bell había detectado un ligero sonido en su primera prueba, la bala podía haber estado a demasiada profundidad como para ser detectada por el primitivo instrumento.
La relación detallada del caso redactada por el propio Bell y presentada a la Asociación Estadounidense para el Avance de la Ciencia en 1882, difiere en varios puntos particulares de la mayoría de las versiones múltiples y variadas actualmente en circulación, sobre todo al sacar la conclusión de que el metal exterior no era el responsable de la imposibilidad de localizar la bala. Perplejo por los resultados peculiares que había obtenido durante un examen de Garfield, Bell:

...volvió a la residencia presidencial a la mañana siguiente... para comprobar con los cirujanos si estaban completamente seguros de que todo el metal había sido retirado de la zona de la cama. Fue entonces cuando recordó que debajo del colchón de crin de caballo en que el presidente yacía, había otro colchón formado por alambres de acero. Tras obtener un duplicado, encontró que el colchón consistía en una especie de red entretejida de alambres de acero, con grandes mallas. El alcance del [área que produce una respuesta del detector] era tan pequeña en comparación con el área de la cama, que parecía razonable concluir que el colchón de acero no había producido ningún efecto perjudicial en el dispositivo.

En una nota al pie, Bell añadió: «La muerte del presidente Garfield y el posterior examen post mortem, sin embargo, demostraron que la bala estaba a demasiada distancia de la superficie como para ser detectada por nuestro aparato».

### Hidroala

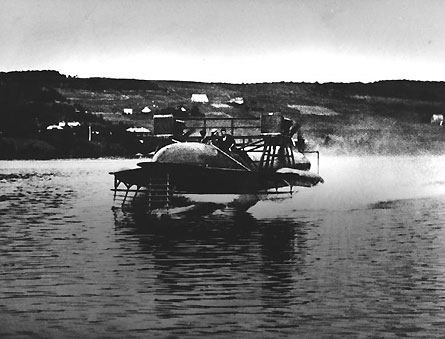
Bell HD-4 durante una prueba (hacia 1919)

En marzo de 1906, la revista Scientific American publicaba un artículo del pionero estadounidense William E. Meacham explicando el principio básico del hidroala y de los botes hidroplanos. Bell consideró la invención del hidroavión como un logro muy significativo. Basándose en la información obtenida a partir de este artículo, comenzó a esbozar conceptos de lo que ahora se llama un hidroavión. Bell y su asistente Frederick W. «Casey» Baldwin comenzaron la experimentación de un hidroala en el verano de 1908 como una posible ayuda al despegue de aviones desde el agua. Baldwin estudió la obra del inventor italiano Enrico Forlanini y comenzó a construir modelos de prueba. Esto condujo a Bell al desarrollo de vehículos acuáticos que en la práctica eran hidroalas.
Durante su gira mundial de 1910 a 1911, Bell y Baldwin se reunieron con Forlanini en Francia. Realizaron paseos en el hidroala de Forlanini sobre el lago Mayor. Baldwin describió la experiencia tan suave como la sensación de volar. Al volver a Baddeck, fueron desarrollados una serie de conceptos iniciales como modelos experimentales, incluyendo el Dhonnas Beag (en gaélico escocés, Pequeño Diablo), el primer hidroala autopropulsado Bell-Baldwin. Los botes experimentales eran esencialmente prototipos de conceptos de prueba que culminaron en el HD-4, un diseño más consolidado impulsado por motores Renault. Se alcanzó una velocidad máxima de 87 km/h con el catamarán, que exhibió una gran aceleración y buena estabilidad y dirección, con la capacidad de tomar olas sin dificultad. En 1913, Bell contrató a Walter Pinaud, un diseñador y constructor de yates de Sídney, así mismo propietario del Astillero Pinaud en Westmount, Nueva Escocia para trabajar en los pontones del HD-4. Pinaud pronto se hizo cargo de los astilleros de los Laboratorios Bell en Beinn Bhreagh, cerca del edificio de Bell en Baddeck, Nueva Escocia. La experiencia de Pinaud en la construcción de embarcaciones le permitió realizar cambios de diseño útiles para el HD-4. Después de la Primera Guerra Mundial, se comenzó a trabajar de nuevo en el HD-4. El informe de Bell a la Armada de los Estados Unidos le permitió obtener dos motores de 350 hp en julio de 1919. El 9 de septiembre de 1919, el HD-4 estableció un récord mundial de velocidad marina de 114 km/h, un registro que se mantuvo durante diez años.

### Aeronáutica

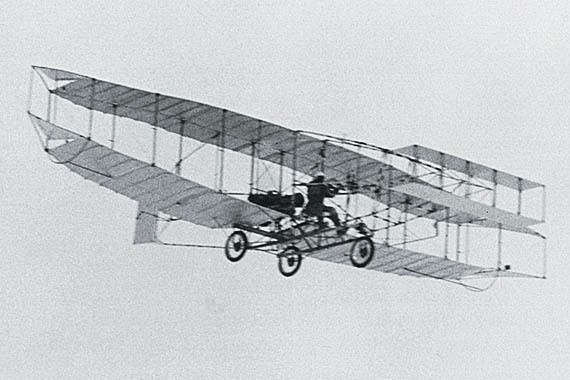
AEA Silver Dart hacia 1909

En 1891, Bell había comenzado una serie de experimentos para desarrollar aeronaves propulsadas más pesadas que el aire. La AEA se formó cuando Bell compartió la visión del vuelo con su esposa, quien le aconsejó que buscara ayuda «joven» dado que él ya había cumplido los 60 años de edad.
En 1898, Bell experimentó con cometas caja tetraédricas y alas construidas uniendo varias de estas cometas forradas con tela de seda de color carmesí. Bell fue inspirado en parte por el trabajo del ingeniero aeronáutico australiano Lawrence Hargrave con cometas caja tripuladas. Hargrave se negó a patentar sus inventos, en una decisión similar a la de Bell de no solicitar patentes de algunas de sus invenciones. Bell también eligió la seda de color carmesí por ser muy visible sobre el cielo de color claro para la realización de estudios fotográficos sobre sus experiencias de vuelo. Las alas tetraédricas fueron nombradas Cygnet I, II y III, y fueron probadas —tanto tripuladas como no tripuladas— (Cygnet I se estrelló durante un vuelo que transportaba a Selfridge) en el período comprendido entre 1907-1912. Algunas de las cometas de Bell se exhiben actualmente en el Alexander Graham Bell National Historic Site'.
Bell era partidario de la investigación en ingeniería aeroespacial a través de la Aerial Experiment Association (AEA), formada oficialmente en Baddeck, Nueva Escocia, en octubre de 1907 a sugerencia de su esposa Mabel y con su apoyo financiero después de la venta de algunos de sus bienes inmobiliarios. La AEA fue encabezada por Bell y los miembros fundadores fueron cuatro jóvenes: el estadounidense Glenn H. Curtiss, por entonces un fabricante de motocicletas que tenía el título de «hombre más rápido del mundo», después de haber pilotado una motocicleta construida por él mismo, y que posteriormente fue galardonado con el Scientific American Trophy para el primer vuelo oficial de un kilómetro en el Hemisferio Occidental, y que más tarde se convirtió en un fabricante de renombre mundial de aviones; el Teniente Thomas Selfridge, un observador oficial del Gobierno Federal de EE. UU. y una de las pocas personas en el ejército que creían que la aviación era el futuro; Frederick W. Baldwin, el primer británico-canadiense en pilotar un vuelo público en Hammondsport, Nueva York; y J. A. D. McCurdy. Baldwin y McCurdy eran recientes graduados de ingeniería de la Universidad de Toronto.
El trabajo de la AEA progresó hacia las máquinas más pesadas que el aire, aplicando sus conocimientos de las cometas a los planeadores. Pasando a Corning a continuación, el grupo diseñó y construyó el Red Wing, con estructura de bambú, recubierto de seda roja y alimentado por un pequeño motor refrigerado por aire. El 12 de marzo de 1908, sobre Keuka Lake, el biplano despegó en el primer vuelo público en América del Norte. Las innovaciones incorporadas a este diseño incluían una cabina para el piloto y un timón de cola (posteriores variaciones en el diseño original incorporarían alerones como medio de control de vuelo). Uno de los inventos de la AEA, una forma práctica del filo del ala para instalar el alerón, se convertiría en un componente estándar en todos los aviones. El White Wing y el June Bug iban a ser los siguientes diseños y a finales de 1908, se habían realizado más de 150 vuelos sin contratiempo. Sin embargo, la AEA había agotado sus reservas iniciales y solo una aportación extraordinaria de Mabel Gardiner de 15 000 dólares permitió continuar con los experimentos. El teniente Selfridge también se había convertido en la primera persona muerta en un vuelo con un vehículo motorizado más pesado que el aire en un accidente con un Wright Modelo A en Fort Myer, Virginia, el 17 de septiembre de 1908.
Su diseño de aeronaves final, el Silver Dart, encarna todos los avances logrados en los aparatos anteriores. El 23 de febrero de 1909, Bell pudo presenciar como el Silver Dart pilotado por McCurdy, realizó el primer vuelo de la aeronave en Canadá partiendo de la superficie congelada de Bras d'Or. Bell estaba preocupado porque pensaba que el vuelo era demasiado peligroso y había dispuesto que un equipo médico estuviera presente. Realizado el vuelo con éxito, la AEA se disolvió y el Silver Dart retornó a Baldwin y McCurdy, que fundaron la Canadian Aerodrome Company y posteriormente hicieron una demostración de la aeronave al Ejército de Canadá.

## Eugenesia
Junto con muchos pensadores y científicos prominentes de la época, Bell estaba relacionado con el movimiento eugenésico en los Estados Unidos. En 1881 investigó la tasa de sordera en Martha's Vineyard, Massachusetts y el 13 de noviembre de 1883 presentó a la Academia Nacional de Ciencias su Memoir Upon the Formation of a Deaf Variety of the Human Race (Memoria sobre la formación de una variedad sorda de la especie humana) donde concluía que padres con sordera congénita tenían más probabilidades de tener hijos sordos y sugería que las parejas en que ambos fueran sordos no deberían casarse. Sin embargo, fue su afición por la cría de ganado la que condujo a su designación para el David Starr Jordan's Committee on Eugenics (Comité de Eugenesia David Starr Jordan), bajo los auspicios de la American Breeders' Association (Asociación de Criadores de América). Este comité extendió inequívocamente sus postulados a la especie humana. De 1912 a 1918 presidió la junta de asesores científicos de la Eugenics Record Office (Oficina de Registro de Eugenesia) asociada con el Laboratorio de Cold Spring Harbor en Nueva York y asistió regularmente a las reuniones. Fue el presidente honorario del Segundo Congreso Internacional de Eugenesia celebrado en Nueva York en 1921 bajo los auspicios del Museo Americano de Historia Natural. Organizaciones como estas abogaron (con éxito en algunos estados) por la aprobación de leyes que establecieran la esterilización forzosa de personas consideradas, como Bell las llamó, una «variedad defectuosa de la raza humana». A fines de los años treinta, aproximadamente la mitad de los estados en los EE. UU. tenían leyes eugenésicas y las leyes de California fueron un modelo para leyes eugenésicas en la Alemania nazi.

## Premios

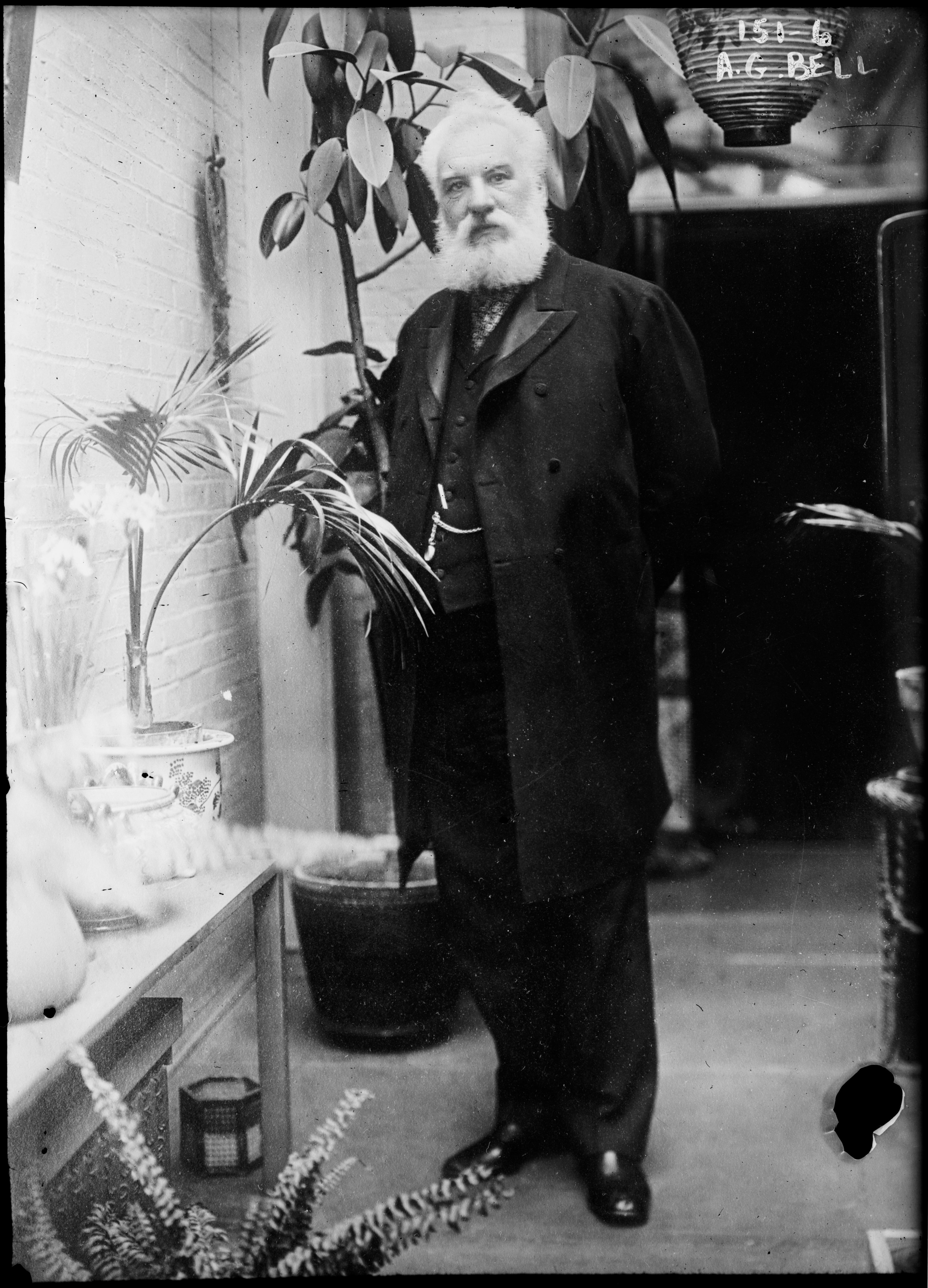
Alexander Graham Bell en sus últimos años.

En 1880, Bell recibió el Premio Volta de la Academia Francesa de Ciencias e invirtió el dinero obtenido con este premio (50 000 francos) en el desarrollo de un nuevo proyecto, el fotófono, en colaboración con Charles Sumner Tainter. El invento intentaba transmitir el sonido utilizando un rayo de luz, un precursor de la fibra óptica. También trabajó en uno de los primeros sistemas de grabación de sonidos conocido, basado en imprimir un campo magnético para reproducir sonidos. La idea fue abandonada al no poderse construir un prototipo; sin embargo, los principios básicos encontrarían aplicaciones prácticas casi un siglo más tarde, en las cintas magnéticas y las computadoras.
Bell recibió varias distinciones, entre ellas la Legión de honor del gobierno francés, el premio Volta ya mencionado, la Medalla Albert de la Royal Society of Arts, la medalla Edison, y un doctorado por la Universidad de Würtzburg. Registró 18 patentes individuales, y doce más con sus colaboradores, entre ellas 14 por el teléfono y telégrafo, cuatro por el fotófono, una por el fonógrafo, nueve por vehículos aéreos (incluyendo cuatro de hidroplanos) y dos por celdas de selenio. También se adjudica a Bell la invención del detector de metales, en 1881.

## Muerte
Bell murió de diabetes mellitus el 2 de agosto de 1922 en su casa de Beinn Bhreagh, Nueva Escocia, a la edad de 75 años. Su esposa Mabel cuidó de él en sus últimos meses. Fue enterrado en los montes cercanos. Dejó una viuda y dos hijas, Elisa May y Marion.

## Reconocimientos
- El «decibelio», unidad de intensidad sonora, debe su nombre a Alexander Graham Bell.
- El cráter lunar Bell lleva este nombre en su honor.[123]